# 엘로비옵시스속
엘로비옵시스속(Ellobiopsis)은 피하낭류 기생 원생생물 속의 하나이다. 1910년에 콜리(Caullery)가 처음 명명했다. 이 속에 속하는 일부 종은 갑각류를 감염시킨다.
모식종은 엘로비옵시스 카토니(Ellobiopsis chattoni)이다.

## 하위 분류
이 속은 분류가 까다롭다. 과거에는 여러 방식으로 다양하게 분류했지만, 현재는 피하낭류로 분류한다. 분류학적으로 가장 가까운 속은 탈라소미케스속이다. 이들 속을 묶어 탈라소미케스과(또는 엘로비옵시스과)로 분류한다.

## 하위 종
- Ellobiopsis caridarum
- Ellobiopsis chattonii
- Ellobiopsis elongata
- Ellobiopsis eupraxiae
- Ellobiopsis fagei
- Ellobiopsis racemosus